# Toasting
Toasting nebo také raggamuffin je hlasový projev kombinující techniku rapu a zpěvu. 

## Historie
Jeho vznik se dá vypátrat až do 60. let 20. století na Jamajce, kdy ještě v éře ska DJ hrající z desek improvizovaně promlouval do písně. Později se toho začalo využívat i v instrumentálních písních a proto se pro osobu, která takhle promlouvala do písně dostalo označení DJ. Na Jamajce se totiž od té doby DJ označuje jako „selector“ a právě MC jako „d.j.“. Když přišlo reggae, z původně jen rýmovaného mluvení se stále více začínalo stávat něco mezi mluvením a zpíváním. Tento toasting má ale ještě mnohem více společného se zpěvem, někteří DJs i částečně zpívali a pak zase mluvili. V druhé polovině 70. let se už toasting blíží víc tomu co dnes známe jako raggamuffin. Později se s vlnou jamajských emigrantů dostal do USA i toasting, místní černošská komunita, kde právě vznikal hip hop, se nechala jamajskými DJs inspirovat a vznikl rap. V 80. letech se začíná toasting díky nově vzniklému stylu ragga označovat jako raggamuffin, protože toasting je jeho hlavním znakem.